# Astyanacinus
Astyanacinus es un  género de peces de la familia Characidae en el orden de los Characiformes.

## Especies
Hay cuatro especies en este género:
- Astyanacinus moorii (Boulenger, 1892)
- Astyanacinus multidens N. E. Pearson, 1924
- Astyanacinus platensis Messner, 1962
- Astyanacinus yariguies Torres-Mejia, Hernández & Senechal, 2012[2]